# Tomoi
Tomoi je malajsijské bojové umění beze zbraní praktikované hlavně ve státech na severu Kedahu, Terengganu a zejména v Kelantanu. Je blízce příbuzné s ostatními indočínskými styly boxování jako jsou Muay Thai (Thajsko), pradal serey (Kambodža) a lethwei (Myanmar). Bojovníkům se říká petomoi. 
Slovo tomoi je příbuzné thajskému termínu dhoi muay, který poukazuje na box a pěstní souboj především. Původně to byl název pro starou formu Muay Thai s holými pěstmi, které se teď říká Muay boran (starověký box).

## Historie
Není jasné, kde přesně mají různé formy indočínského kickboxu své kořeny, ale je o nich známo, že mají společný původ v čínských technikách a jsou ovlivněny indickými bojovými uměními. Jedna z teorií je, že se rozšířily za starověkého císařství Fu-nan, v dnešní Kambodži a  Vietnamu, jejichž území kdysi zahrnovalo i dnešní Thajsko, Kedah, Perlis, Kelantan a Pahang. Původně si boxeři balili své pěsti do provazů z konopí namísto nošení rukavic. Nebyl zde žádný ring, takže se boje konaly v otevřených prostorách, kde je obklopovali diváci. Když byli přihlížející spokojeni, když se zápas skončil, tak byl vítěz odměněn jídlem a penězi, což pomohlo zvýšit příjem chudých rodin. Britští kolonisté později zavedli nová pravidla - ring a rukavice. Starší forma byla předána pokročilým studentům. Nicméně tyto techniky stále učí už jen hrstka mistrů v  Malajsii. 
Tomoi bylo populárním koníčkem před začátkem islámského obrození v 80. létech 20. století. Když se k moci dostala kelantanská vláda, zakázala několik malajských tradic kvůli jejich "neislámským základům". Mezi tabu patřily tance jako mak yong, stínové divadlo a wayang kulit. V roce 1990 bylo tomoi též prohlášeno za nelegální hlavně kvůli rituálnímu válečnému tanci, jenž předcházel boji, ale také kvůli násilnosti a tomu, že se v publik volně míchali muži i ženy. Pár bojovníků v té době soutěžilo v boxu, kickboxu a Muay Thai mimo Kelantan, ale popularita tomoi klesla na dno. Protože je Kelantan blízko u hranic s Thajskem, hodně Malajců v tomto období začalo říkat tomuto umění thajským jménem Muay Thai. V roce 2006 byl zákaz zrušen a tomoi se opět mohlo provozovat pod jménem moi Kelato, což v místním dialektu znamená "kelantanský box". Název, který používají pořadatelé, je freestyle kickboxing, ale většina mluvčích malajštiny jej stále nazývají tomoi.

## Techniky
Tomoi zahrnuje kopy (tendang), údery pěstmi (tumbuk), údery koleny (lutut) a údery lokty (tujah). Původně byly údery pěstmi pouze jednoduché a přímé, ale díky vlivu britského boxu v průběhu kolonizačního období teď zahrnuje i jab (přední direkt), cross (zadní direkt), hook (hák) a uppercut (zvedák). Hlavními údery nohama v tomoi jsou foot-thrust (kop) a roundhouse kick (obloukový kop). Kopy nebývají používány k pohmoždění oponenta, ale k jeho odstrčení. Tomoi zápasníci považují údery pěstmi za nejslabší formu útoku, a údery lokty a koleny jsou nejlepšími způsoby, jak zranit soupeře natolik, že se někdy tomoi říká umění siku lutut, což doslovně znamená "loket-koleno". Údery koleny jsou nejčastěji prováděny, když zápasník drží svého oponenta v klinči. 

## Pravidla
Standardní oděv se skládá z šortek, boxovacích rukavic, bandáží na rukou a bavlněných pokrývek chodidel. Bandáže na rukou bývaly tradičně popsány modlitbami za vítězství, ale tohle se dnes už většinou nedělá. Zápas se skládá z pěti tříminutových kol, která jsou oddělována dvouminutovými přestávkami. Kousání, údery mířené na třísla, držení se lan, napadání ležícího oponenta a bití oponenta zezadu jsou proti pravidlům. Zápas je doprovázen hudbou hranou na gendang (bubny), serunai (hoboj) a ostatní hudební nástroje. Hudba zpomaluje a zrychluje podle tempa boje. Vítězství je získáváno za body, ale 20% zápasů končí knockoutem. K tomu dochází, když zápasník spadne na zem a nemůže pokračovat po tom, co sudí napočítá do deseti. 